# امیلیانو ولاسکس
امیلیانو ولاسکس (اسپانیایی: Emiliano Velázquez‎؛ زادهٔ ۳۰ آوریل ۱۹۹۴) بازیکن فوتبال اهل اروگوئه است.
از باشگاه‌هایی که در آن بازی کرده‌است می‌توان به باشگاه فوتبال رایو وایکانو، باشگاه فوتبال دانوبیو، باشگاه فوتبال اتلتیکو مادرید، و باشگاه فوتبال ختافه اشاره کرد.
وی همچنین در تیم‌های ملی فوتبال زیر ۲۰ سال اروگوئه، و اروگوئه بازی کرده‌است.